# 在ハルゲイサリベルランド大使館
在ハルゲイサリベルランド大使館（ざいはるげいさりべるらんどたいしかん 英語: Liberland Embassy in Hargeisa）は、ソマリランドの首都ハルゲイサにあるリベルランドの大使館。

## 沿革
- 2017年9月にソマリランドとの間で相互承認が行われ、国交が樹立された[2]